# Vojenská strategie
Vojenská strategie je dlouhodobý synchronizovaný plán činností vedoucích k dosažení stanoveného (vojenského) cíle a je považována za nejvyšší součást vojenského umění. Pojem pochází z řeckého slova strategos vzniklé spojením stratos (vojsko) a ago (vést), které ve starověkém Řecku označovalo stratéga, tedy velitele armády disponujícího kromě vojenské i politickou mocí.

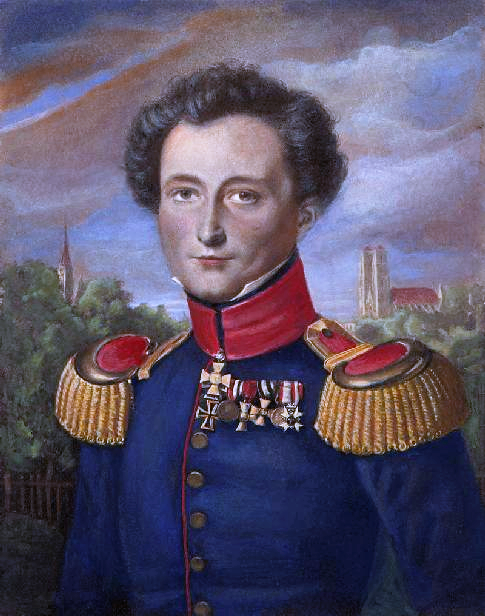
Carl von Clausewitz, průkopník vojenské strategie

Vojenskou strategií se zabývali vojenští teoretici již ve starověku. Mezi významné zástupce patřil Flavius Vegetius Renatus v Římě, Sun-c‘ v Číně nebo později v 16. století Niccolò Machiavelli. Za zakladatele moderní vojenské vědy je pak považován Carl von Clausewitz, který se vojenské strategii zevrubně věnoval v díle Vom Kriege (O válce), publikovaném v roce 1832. Clausewitz jako první považoval vojenskou strategii za neoddělitelnou od politiky; její vliv na vojenskou strategii navíc dále významně rostl ve 20. století po vynalezení jaderných zbraní.
V širším pohledu do vojenské strategie mohou patřit i další strategie jako vnitrostátní a zahraniční politika, diplomacie, ekonomika, propaganda nebo kultura.

## Definice
Dle Clausewitze je strategie „užití boje k účelu války.“ Strategie musí vytyčit cíl válečnému aktu a sestavuje plán jednotlivých fází. V tom však obvykle vychází pouze z předpokladů, které se nemusí splnit, proto je nutné ji neustále přizpůsobovat okolnostem na bojišti.
Dle Ottova slovníku naučného vojenská strategie „značí umění a vědu vojevůdců, nauku o válce a jejím vedení ve velikém slohu, [...] zkrátka učí, jak vésti armády, sbory mimo palbu nepřátelskou až na bitviště, kde od ní přejímá úkol taktika.“
Jean-Jacques Patry strategii definoval jako „umění vhodně použít vojenské prostředky k dosažení určitého politického cíle“.

### Strategie, taktika a operační umění
Hranice mezi pojmy vojenská strategie a taktika je poměrně vágní. Ke splývání pojmů přispělo i nahrazení pojmu strategie právě taktikou ve středověku, což se změnilo až v 18. století a následně v pracích Clausewitze a Jominiho v 19. století. Clausewitz strategii definoval jako nauku o používání bojů pro účel války, zatímco taktika podle něj byla naukou o používání bojových sil v boji. Taktika obecně bývá definována jako „umění kombinovat použití různých druhů vojsk proti nepříteli“, uplatňuje se přímo na bojišti a má za cíl chránit vlastní vojska a zničit vojska nepřítele.
Přenesení pojmu strategie z vojenství do dalších oborů, tvorba různých „strategií“ v rámci vojenství, ale i nadužívání pojmu „strategický“ médii a veřejností ve vojenském kontextu však znovu význam těchto pojmů rozestřela.
Nejpozději ve 20. století se začalo rozvíjet jako součást vojenského umění i operační umění, které doplnilo a propojilo strategii a taktiku. Jeho potřebnost vzrostla se vznikem masových armád, složitostí jejich organizace a prudkým zdokonalováním jejich výzbroje. O výsledcích válek od 19. století již nerozhodovala jedna generální bitva, ale jejich série, proto bylo třeba strategii uplatňovat ve více krocích. Operační úroveň byla dále posílena rozvojem železnice a vynálezem telegrafu, které umožnily efektivnější zásobování a velení.

### Typologie strategie
Teoretici obvykle rozlišují strategii přímou (vojenskou) a nepřímou (politickou nebo diplomatickou). Mezi prostředky nepřímé strategie lze zařadit například guerillovou válku či terorismus, které mohou uspět i proti přímé strategii (dekolonizační války nebo válka ve Vietnamu).
Vojenská strategie se dále tradičně dělí na pozemní strategii, námořní strategii a vzdušnou strategii (případně kosmickou strategii).

## Vývoj myšlení o vojenské strategii

### Starověk
Počátek stretegického myšlení je spojen se vznikem prvních organizovaných států, které dosáhly určitého stupně společenského vývoje a vzdělanosti, jako bylo starověké Řecko (zejména militaristická Sparta) s teoretiky jako Xenofón a Onesándros nebo Čína, kde největšího ohlasu dosáhl Sun-c‘, kteří zformulovali základní principy a pravidla války a zkoumali možnosti praktického využití k dosažení vojenských i politických cílů.
Nejvlivnějším dílem doby se stala kniha Umění války nebo také jako O umění válečném (孫子兵法), jejímž autorem byl čínský vojevůdce Sun-c‘ (nebo také Mistr Sun). Ten nastínil řadu metod určených pro velitele armád, přičemž velkou pozornost věnoval ideálním vlastnostem vojevůdce, a zároveň za hlavní cíl vojenského tažení označil dosažení rychlého a rozhodujícího vítězství, ideálně bez boje. Válka pro něj znamenala spíše nutné zlo, neštěstí a tragédii pro stát a jeho obyvatelstvo.
Na tradici vojenské strategie v Řecku poté navázal ve starověkém Římě zejména Flavius Vegetius Renatus se svým dílem Epitoma rei militaris (Nárys vojenského umění), ale vojenskou strategií se zabývaly i jiné civilizační okruhy jako Byzantská říše, Indie nebo arabští myslitelé, později po úpadku ve středověku například Mongolská říše.

### Novověk
Teorii vojenské strategie v novověku obohatil Niccolò Machiavelli (1469-1527) se svou prací Dell'arte della guerra (O umění válečném), v níž propojuje civilní a vojenský pohled na válku. Až do 18. století, kdy se objevili další představitelé jako Jean Charles Folard, Maurice de Saxe nebo Henry Loyd, však zůstal prakticky osamocen.

### Clausewitz a Jomini
Napoleonských válek se jako pruský důstojník zúčastnil Carl von Clausewitz (1780-1831), jehož rozsáhlé dílo O válce se stalo zřejmě nejvlivnější knihou v historii vojenské vědy. Clausewitz na základě studia desítek konfliktů rozpracoval komplexní teorii vojenské vědy, byť dle kritiků opomíjel námořní válku, upozornil na podřízenost vojenské strategie politickým cílům a hlavní důraz kladl na zničení nepřátelských sil.
Oponentem Clausewitze se stal francouzský generál Antoine-Henri Jomini (1779-1869), který na rozdíl od Clausewitze upřednostňoval před zničením protivníka okupaci jeho území. Zároveň vyzdvihl roli diplomacie ve vojenské strategii.

### Před první světovou válkou
Důkladně se vojenské strategii ve druhé polovině 19. století věnovali němečtí teoretici a praktici. Dlouholetý náčelník pruského generálního štábu Helmuth von Moltke starší navzdory podrobné přípravě prohlásil, že „žádný plán nepřežije první kontakt s nepřítelem.“ Jeden z jeho následovníků, Alfred von Schlieffen, byl nucen řešit hrozbu války sjednoceného Německa na dvou frontách - proti Francii na západě a Rusku na východě, které chtěl zabránit rychlým a překvapivým zahájením války na západě proti Francii, již by porazil rychlým a koncentrovaným úderem do nepřipravených pozic, čímž položil základy pro blitzkrieg (bleskovou válku).
Na francouzské straně se nejvýznamnější postavou stal maršál Ferdinand Foch, který přikládal důraz inciativě a útoku.
Vojenskou strategii na moři významně ovlivnil americký námořní důstojník Alfred Thayer Mahan (1840-1914). Námořní moc dle něj byla nezbytná pro bezpečnost a prosperitu mocností, přičemž porážka nebo i sama neschopnost čelit námořním střetům vedla k zániku kolonií, oblastí vlivu a základen mimo vlastní mateřské teritorium.

### Meziválečné období
Rostoucí význam moderních zbraní k dosažení rychlého vítězství, které by zabránilo neúnosným ztrátám, které přinesla první světová válka, si v meziválečném období uvědomovala řada představitelů. Italský generál Giulio Douhet v knize Il dominio dell'aria (Nadvláda ve vzduchu) z roku 1921 prosazoval letectvo jako zásadní prvek k ničení nepřátelských sil, ale i průmyslové kapacity, čímž předznamenal význam strategického bombardování pro vedení války.
Druhým průkopníkem byl britský generál John F. C. Fuller, který v knize The Foundation of the Science of War (Základy válečné vědy) z roku 1926 definoval devět principů moderní války: řízení, zaměření, rozdělení, rozhodnost, překvapení, odolnost, mobilita, ofenzivní akce a ochrana.
Na Fullera, ale i von Schlieffena navázal mimo jiné generál německých tankových vojsk Heinz Guderian, který byl jedním z tvůrců německé tankové doktríny založené na rychlém průniku tankových sil do týlu za podpory letectva a obklíčení nepřátelských sil.

### Studená válka
Dosavadní konvenční vojenskou strategii výrazně narušil vývoj jaderné bomby a jejich svržení na japonská města Hirošima a Nagasaki v srpnu 1945 ze strany USA. Hrozba globální destrukce vedla ke vzájemnému odstrašení, které se tak prakticky stalo garantem proti alespoň přímému střetu mezi jadernými mocnostmi. Mezi významné představitele myšlení o strategii v tomto období patřili například Basil Henry Lidell Hart, André Beaufre, Vasilij Danilovič Sokolovskij, strategickému myšlení však dominovali zejména američtí zástupci jako John Foster Dulles, Henry Kissinger, Maxwell Davenport Taylor nebo Robert McNamara.
Po druhé světové válce se etabloval vědecký přístup k vojenské strategii a vznikl obor strategická studia. Zejména v 50. a 60. letech existovala silná politická poptávka po výsledcích strategických studií, naopak v po roce 1989 se jejich záběr musel kvůli výrazné změně geopolitické situace rozšířit.

## Vývoj vojenské strategie

### Nejstarší období
Násilí bylo spojeno s lidskou civilizací již od dávných dob. Zřejmě první pravidelnou armádou bylo vojsko Asýrie v 8. století př. n. l., první vojevůdci se objevili ve 4. st. př. n. l., kdy výrazných dobyvatelských úspěchů dosáhl makedonský král Alexandr Veliký, za skutečného zakladatele vojenské strategie je však považován kartagínský vojevůdce Hannibal (247-183 př. n. l.). Zpočátku byly střety mezi regulérními armádami výjimečné a vojevůdci se zaměřovali zejména na vyplenění zdrojů nepřítele a blokaci jeho měst a pevností. U Alexandra se poprvé objevilo systematizované zásobování vojsk během tažení.
Významného pokroku dosáhla vojenská strategie ve starověkém Římě, který vedl prakticky stálé dobyvačné války. Vojsko bylo organizováno do legií, které byly doplněny pomocnými (ženijními) jednotkami, zabezpečujícími pohyb legií, ale i obléhání opevněných sídel. Vojsko bylo v poměru k velikosti říše poměrně malé, ovšem vzhledem k nárůstu útoků tzv. barbarů bylo nutné přejít z mobilní na pevnou ochranu hranic s využitím přirozených (hory, řeky), ale i umělých překážek jako například Hadriánův val; zároveň později došlo na rozdělení na pohraniční oddíly a mobilní vojsko.

### Středověk
K posunu došlo v 7. až 8. století našeho letopočtu, kdy na nerespektování nebezpečí a ochotu zemřít u muslimských vojsk mělo významný vliv náboženství - islám. Po úpadku středověkého válečnictví dokázal franskou armádu zreformovat Karel I. Veliký, který stanovil povinnosti vazalů při rekrutaci vojska, organizaci a výzbroj jednotek, výrazně zlepšil zásobování a obranu postavil na systému pohraničních pevností.
Nejúspěšnějším vojevůdcem středověku se stal mongolský chán Čingischán, který pomocí jízdy a psychologické války (teroru) ovládl podstatnou část Asie.

### Novověk
Důležitým mezníkem ve vojenské strategii mělo rozšíření střelného prachu do Evropy a rozvoj střelných zbraní, proti nimž již nebylo účinnou obranou brnění, hlavní zbraní na bojišti se stalo polní dělostřelectvo.
Významným vojenským stratégem období byl pruský král Fridrich II., který se se díky kvalitnímu výcviku svých sil, vhodnému využití terénu a dělostřelectva a zejména obratnému manévrovému boji dokázal v sedmileté válce (1746-1753) vyhnout střetnutí proti spojeným vojskům Rakouska, Francie, Ruska a Švédska a za podpory Velké Británie postupně zvítězit proti jednotlivým vojskům zvlášť a vyhrát celou válku.

### Napoleonské války

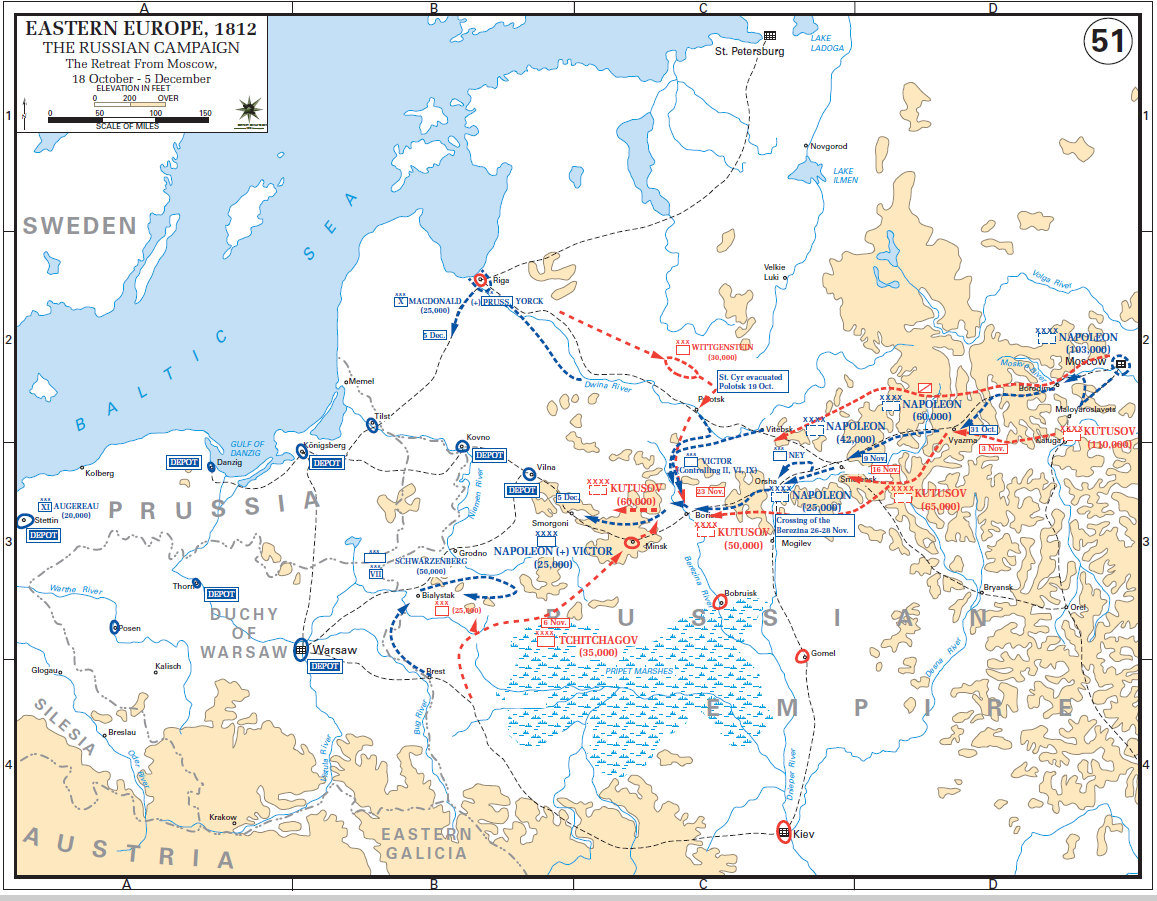
Napoleonův ústup od Moskvy na podzim 1812

Zásadní proměnou prošla válečná strategie v éře napoleonských válek, které i díky průmyslové revoluci umožnily zavedení branné povinnosti a zároveň alespoň na francouzské straně dosazování vojenských velitelů dle jejich skutečných schopností, nikoli na základě urozenosti. Armáda pod vedením Napoleona Bonaparteho (1769-1821) byla rozdělena na divize a sbory, posílena byla mobilita dělostřelectva. Napoleonovým cílem bylo zničení protivníka v jedné rozhodující bitvě, aniž by mu bylo umožněno koncentrovat síly, a zároveň pronásledovat a zajmout jeho ustupující jednotky. Napoleonovy jednotky zároveň vynikaly rychlými přesuny a během tažení se pohybovaly rychlostí zhruba 30 km za den, tedy dvojnásobnou rychlostí oproti jeho protivníkům. Napoleon se dokázal přizpůsobit situaci na bojišti, díky čemuž jeho vojska působila nepředvídatelně a dokázala zaútočit na kritické místo obrany jako v bitvě u Slavkova v roce 1805.
Po počátečních úspěších Napoleonova ruského tažení však byl vrchním velitelem ruských sil jmenován generál Michail Illarionovič Kutuzov, který po bitvě u Borodina přešel k vyčkávací strategii, vyhýbal se velkým střetům s Francouzi, které se snažil napadat z boku, a vyklidil dokonce prakticky bez boje Moskvu, k francouzskému překvapení však vypálenou a prakticky opuštěnou bez dostatečných zásob pro francouzské jednotky. Kutuzov tak, zatímco ruská armáda obnovovala svoje síly v týlu, bez výraznějšího střetu donutil Napoleona k postupnému ústupu ze země, během nějž byly francouzské síly decimovány hladem, zimou, nemocemi a přepady ze strany Rusů.

### Industriální éra
Ve druhé polovině 19. století sice vojenská strategie vycházela z dědictví napoleonských válek, ovšem stále významnější roli začal hrát vědecký pokrok. V americké občanské válce (1861-65) tak již hrála významnou roli pro zásobování a rychlé přesuny vojsk železnice a celková průmyslová kapacita. Celkově efektivnější správa země pak kromě většího dostřelu a rychlosti válečných lodí přispěla k překvapivému vítězství Japonska v rusko-japonské válce (1904-05).

### První světová válka
První světová válka se po prvotním úspěchu německých sil proměnila na většině front v tzv. zákopovou a opotřebovávací válku. Válce bylo podřízeno hospodářství zapojených zemí a mobilizovány byly miliony vojáků, kteří při útoku na nepřátelské zákopy měli zejména kvůli kulometné palbě obránců obrovské ztráty s minimálními zisky. Frontová linie se oproti válkám do 18. století stala souvislá a ani jedna strana ji neměla sílu výrazně prorazit.
V roce 1916 Britové poprvé nasadili tank, Německo se o rok později pokusilo nepřátelskou obranu prolomit použitím otravných plynů, konkrétně yperitu. Vývojem prošlo vojenské letectvo, které se kromě průzkumu rozvinulo i ve stíhací a bombardovací. Patovou situaci na frontě nakonec rozhodl vstup Spojených států amerických a jeho průmyslové kapacity, jimž vyčerpané centrální mocnosti nedokázaly konkurovat. Německu k vítězství nakonec nepomohla ani podpora bolševické revoluce v Rusku, která znamenala uzavření separátního Brestlitevského míru v březnu 1918 a přesunu vojsk na západní frontu. Německá žádost o příměří, vyjednaná 11. listopadu 1918, přišla ve chvíli, kdy se frontová linie většinou nacházela mimo samotné Německo, což následně vedlo v meziválečném období k vytvoření mýtu dýky v zádech, že armáda nebyla poražena (přestože již hrozilo akutní zhroucení obrany) a byla zrazena civilisty, případně v extrémnějších podobách židy nebo marxisty.

### Meziválečné období
První světová válka, která vedla ke značnému vyčerpání na obou stranách, přinesla ponaučení v podobě prioritizace manévrového boje, pro který se jako nejvhodnější jevily tanky s podporou letectva. Německo, reprezentované po první světové válce tzv. Výmarskou republikou, však bylo nuceno přijmout ze svého pohledu ponižující Versailleskou mírovou smlouvu, která mimo jiné zemi odepřela možnost vlastnit pokročilé zbraně jako tanky, těžké dělostřelectvo či ponorky, na jejichž vývoji od 20. let tak tajně spolupracovalo se Sovětským svazem. Právě Sovětský svaz byl zemí, která po válce nejintenzivněji rozvíjela svou vojenskou strategii, jež byla založena na hlubokých útočných operacích pomocí tankových sil určených k průniku do týlu nepřítele, kde měly obklíčit a zničit jeho síly.
Naopak země Dohody z první světové války i kvůli dopadům světové hospodářské krize na přelomu 20. a 30. let 20. století své náklady na ozbrojené síly snižovaly. Spojené království a USA se zaměřily převážně na zachování převahy na moři, k čemuž jim měly pomoct i letadlové lodě, které nahrazovaly či doplňovaly mohutné bitevní lodě. Francie postupně přešla k obranné strategii, k čemuž měla přispět Maginotova linie, systém opevnění podél hranic s Německem. Opevnění k posílení obrany budovalo například i Československo, Finsko, ale dokonce i Německo v podobě tzv. Siegfriedovy linie u hranic s Francií.
Od vítězství nacistů v Německu a nástupu Adolfa Hitlera k moci v roce 1933 hrály tanky ústřední roli v tzv. blitzkriegu, jehož největším zastáncem se stal generál Heinz Guderian. Hitler v riskantní, ale nakonec úspěšné agresivní strategii přešel od skrytého k otevřenému zbrojení a rozsáhlé modernizaci všech složek ozbrojených sil, které byly poprvé bojově prověřeny během španělské občanské války, kam byla vyslána tzv. Legie Condor.
Hitlerovi se nakonec díky politickému a diplomatickému nátlaku podařilo bez boje anektovat Rakousko a následně v rámci Mnichovské dohody obsadit Sudety, pohraniční území Československa s příhodným terénem na obranu a částečně vybudovaným opevněním, díky čemuž se následné obsazení zbytku českého území v březnu 1939 stalo formalitou.

### Druhá světová válka

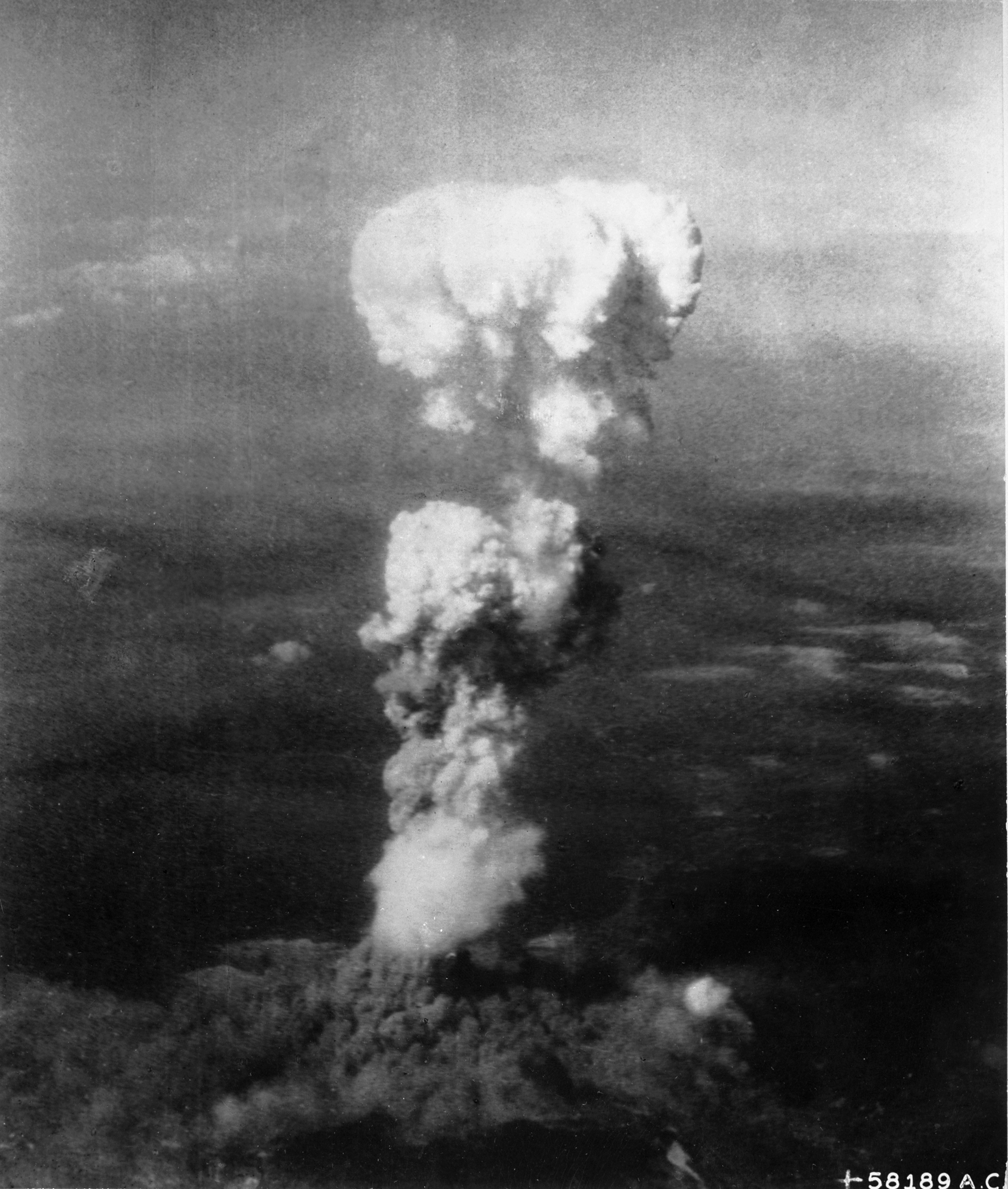
Následky jaderného výbuchu v Hirošimě

Stále významnější roli ve strategickém plánování aktérů hrály ve druhé světové válce suroviny potřebné k vedení války jako ropa, kaučuk nebo železná ruda. Zejména pro Japonsko bylo obsazení surovinově bohatých oblastí v jihovýchodní Asii kvůli jejich zoufalému nedostatku na vlastní půdě prioritou, kvůli níž vstoupilo do války proti Spojencům.
Vojenskou strategii na konci druhé světové války výrazně ovlivnilo sestrojení první jaderné bomby, která byla poprvé a prozatím naposledy využita v bojové akci při svržení na japonská města Hirošima a Nagasaki v srpnu 1945 ze strany Spojených států amerických. Tento akt společně s ruským útokem v Mandžusku donutil japonského císaře Hirohita kapitulovat a navzdory rozsáhlým ztrátám na civilním obyvatelstvu vedl k výraznému zkrácení války a významného snížení počtu zabitých a zraněných amerických i japonských vojáků při invazi na japonské ostrovy.
Na rozdíl od první světové války naopak nebyly v boji z důvodu obavy z odvetného útoku příliš používány chemické zbraně, ve větší míře je použilo pouze Japonsko v Číně.

### Studená válka

#### Vznik bipolárního světa
Poválečné období vedlo k rozsáhlé demobilizaci a snížení obranných rozpočtů v západních zemích. Poválečný vznik dvou tzv. supervelmocí, tedy USA a SSSR, kolem nichž se utvořily dva vojenské bloky – Severoatlantická aliance (1949) a Varšavská smlouva (1955), znamenal reálnou hrozbu nové světové války. Obě strany se zapojovaly do velkých vojenských konfliktů ve světě včetně korejské války (1950-53), válek na Blízkém východě mezi Izraelem a jeho sousedy nebo války ve Vietnamu, kde podporovaly opačné strany, k přímé konfrontaci však nedošlo.

#### Zbraně hromadného ničení a vzájemné odstrašení
Americkou výhodu v podobě jaderných zbraní Sovětský svaz smazal testem vlastní atomové pumy RDS-1 v srpnu 1949 a krátce po USA (1952) v roce 1953 otestoval ještě ničivější vodíkovou bombu. Jaderné zbraně posléze získaly i další země jako Spojené království (1952), Francie (1960), Čína (1964), později i Izrael, Jihoafrická republika, Indie, Pákistán a KLDR.
Strategie jaderného odstrašení postupně prošla proměnou. Zatímco USA byly zpočátku hegemonem a mohly si osvojit strategii masové odvety (tedy na případný útok SSSR odpovědět masivním jaderným úderem), vzhledem ke vzrůstajícímu jadernému potenciálu SSSR se musela strategie přizpůsobit požadavkům na přežití části arzenálu jaderných zbraní a schopnost zasadit odvetný úder. Aby byla hrozba odvety věrohodná, postupně se vyvinul koncept tzv. jaderné triády, tedy možnosti jaderného úderu ze vzduchu (strategické bombardéry), země (mezikontinentální balistické rakety) a moře (jaderné ponorky). Kromě strategických jaderných zbraní byly vyvíjeny i taktické jaderné zbraně s nižším účinkem. Zejména USA a SSSR se hrozbu jaderného úderu snažily snižovat i vývojem systémů včasné výstrahy a protiraketové obrany, které však byly nákladné a nedostatečně účinné proti hromadnému úderu; jako nepříliš efektivní se ukázalo i budování ochrany proti jaderným úderům v podobě rozptýlení vojsk nebo budování krytů.
Rozšiřující se arzenály zbraní hromadného ničení na obou stranách nakonec vedly k hrozbě úplného vzájemného zničení, ale zároveň i odstrašení od přímého útoku, ke kterému měl Sovětský svaz díky své kvantitativní převaze v počtu vojáků a techniky větší předpoklady. Zatímco Sověti ve své jaderné doktríně deklarovali, že jaderné zbraně použijí pouze jako případnou odvetu, americká doktrína umožňovala limitovaný první úder.
Obrovské počty jaderných hlavic na obou stranách vedly k racionalizaci jaderného zbrojení a prvním dohodám mezi USA a SSSR o omezení jaderného potenciálu v 70. letech. Smlouva o omezení systémů obrany proti balistickým střelám byla podepsána v roce 1972, následovaly smlouvy o omezení strategických jaderných zbraních SALT I a SALT II, které byly kritizovány za příliš vysoké limity, ovšem ke skutečnému průlomu došlo až v roce 1987, kdy se obě strany shodly na zničení veškerých střel středního dosahu (500-5 500 km). Již předtím byla v roce 1968 podepsána Smlouva o nešíření jaderných zbraní, kterou následně ratifikovala většina zemí světa včetně pěti jaderných mocností.

#### Strategie USA
Spojené státy americké pro případ války se Sovětským svazem v poválečném období počítaly s postupným ústupem ze západní Evropy a Korey a strategickým bombardováním jadernými zbraněmi (kterých však byl zpočátku nedostatek). Souběžně byla vytvářena politická strategie – Trumanova doktrína neboli zadržování komunismu, spočívající v politické, ekonomické i vojenské diplomacii, která měla zabránit rozšiřování vlivu SSSR do zbytku světa. Váleční stratégové v USA zároveň cílili na ekonomickou porážku Sovětského svazu prostřednictvím výkonnějšího hospodářství a nákladného zbrojení. Jedním z důležitých ekonomických nástrojů amerického vlivu se stal již těsně po válce tzv. Marshallův plán (1947), nabídnutý i SSSR a zemím pod jeho vlivem.
Hrozba ze strany Sovětského svazu v Evropě vedla ke vzniku Severoatlantické aliance v dubnu 1949 s klíčovým článkem č. 5, umožňující kolektivní obranu (omezeno pouze na severní polokouli). USA byly následně zodpovědné za hlavní strategický úder a zabezpečení většiny operací na moři a ochranu námořní dopravy, zatímco Evropa za vytvoření jádra pozemního vojska.
Strategie byla založena na vytvoření jistoty u spojenců i protivníka, že v případě útoku na člena NATO přijde zejména ze strany USA hromadná odveta, které bude mít pro útočníka nedozírné následky. Rozšiřování sovětského vlivu i mimo Evropu vedlo k vyhlášení doktríny amerického prezidenta Dwighta D. Eisenhowera, že USA zodpovídají za obranu celého světa před komunismem.
V roce 1961 nový prezident John Fitzgerald Kennedy představil novou strategickou koncepci pružné reakce, jejímž hlavním tvůrcem byl Robert McNamara, která znamenala přechod k možnému preventivnímu úderu a schopnosti vést tzv. dvě a půl války (tedy v Evropě a na Dálném východě a ještě menší válku kdekoli na světě) na různých stupních intenzity od čistě konvenční po globální jadernou. Zároveň byla na požadavek Spolkové republiky Německo přijata strategie předsunuté obrany, která měla hájit celé území SRN.
V roce 1971 byla představena koncepce realistického odstrašování, reagující na první smlouvy o snížení jaderného potenciálu, o deset let později pak strategie přímé konfrontace.
Strategie zemí západní Evropy
Strategie Spojeného království a Francie po druhé světové válce směřovaly zejména ke snaze zabránit další německé agresi, ale po únorovém převratu v roce 1948 v Československu se začaly zaměřovat na rostoucí hrozbu ze strany Sovětského svazu. Ten měl až trojnásobnou převahu v konvenčních silách a NATO v kontinentální Evropě ponechával prakticky závislé pouze na strategických jaderných zbraních USA a později i Spojeného království. Po přijetí Řecka a Turecka do NATO v roce 1952 se výrazně zvýšily početní stavy NATO v Evropě a zároveň tím byl výrazně ztížen přístup Sovětského svazu a jeho satelitů ke Středozemnímu moři, zároveň přes počáteční odpor evropských zemí byla do NATO přijata v roce 1955 Spolková republika Německo. V roce 1952 byla dokonce podepsána Smlouva o vytvoření Evropského obranného společenství, počítající se zapojením německých jednotek, která však nebyla ratifikována Francií a nevstoupila v platnost.
V 60. letech vznikl rozkol mezi USA a Francií, která se pod vedením prezidenta Charlese de Gaulla snažila vliv USA na alianci omezit, ale nakonec v roce 1966 z vojenských struktur NATO vystoupila. V roce 1967 se členové NATO shodli, že jejich strategie bude vycházet z americké strategie pružné reakce.
Strategie SSSR a zemí Varšavské smlouvy
Sovětský svaz byl ve druhé polovině 40. let 20. století nejsilnější konvenční silou na světě s moderní výzbrojí. Jeho vojenská doktrína (strategie) vycházela ze dvou částí: sociálně-politické (politické) a vojensko-technické (vojenské). Z pohledu vojenské části bylo jednoznačným cílem bylo získání jaderných zbraní, rozhodující silou k dosažení vítězství však zůstávaly rozsáhlé pozemní síly. Podle sovětského vzoru byly budovány i ozbrojené síly sovětských satelitů.
V květnu 1955 vznikla formálně v reakci na vstup Spolkové republiky Německo do NATO vojenská aliance podepsáním tzv. Varšavské smlouvy, která zdůrazňovala koaliční a výhradně obranný charakter doktrín. Přestože aliance měla formálně vlastní velení, reálně vedení podléhalo Sovětskému svazu.
Země Varšavské smlouvy přijaly doktrínu pružné konfrontace. Probíhalo masivní zbrojení jak v případě konvenčních sil, tak i jaderných zbraní. To se nakonec změnilo v polovině 70. let, kdy začaly platit první dohody o jaderném odzbrojení. V roce 1987 byla představena nová doktrína, která výslovně odmítala použití jaderných zbraní jako první.

### Po rozpadu Sovětského svazu
Rozpad Sovětského svazu na konci roku 1991 znamenal počátek hegemonické postavení ve světě pro Spojené státy. V euforii z vítězství nad komunismem a integrace evropských postkomunistických zemí do Evropské unie a NATO docházelo na Západě k masivním škrtům v rozpočtech na obranu a zeštíhlování ozbrojených sil. Zároveň byla ve většině zemí zrušena všeobecná branná povinnost, což vedlo k profesionalizaci armád a usnadnění zavádění technologicky pokročilých, ale zároveň i drahých a nepříliš dostupných zbraní. Prostředí po konci bipolárního světa se však oproti původním předpokladům stalo méně stabilní a předvídatelné.
Zatímco válka v Zálivu v roce 1991 nebo válka v Kosovu v roce 1999 ještě znamenala konvenční střetnutí proti papírově silným ozbrojeným silám, v nichž však koalice vedená USA dosáhla vítězství díky technologické převaze a naprosté vzdušné nadvládě, teroristický útok Al-Káidy z 11. září 2001 znamenal zásadní proměnu válčení.
Státy nejen v důsledku terorismu v mnohem vyšší míře přišly o tzv. monopol na násilí. Mnohem důležitější se zejména pro západní demokratické režimy stal asymetrický boj proti nestátním aktérům, jakým byly teroristické organizace jako Al-Káida, Tálibán nebo později Islámský stát, pirátům či jiným povstalcům. Zejména USA se soustředily i na mírové zapojení (společná cvičení nebo výměnné programy) a prevenci konfliktu (utváření regionálních koalic nebo sankce).

### Současnost

#### Ruská strategie hybridní války
Katastrofální ekonomické problémy Ruska v 90. letech 20. století, významně se týkající i ozbrojených sil, znamenaly dramatický mocenský úpadek země. Nástup prezidenta Vladimira Putina znamenal pomalý obrat a po krátkém sblížení se Západem se Putin pokoušel z Ruska znovu učinit světovou mocnost. Pod jeho vedením probíhala modernizace ozbrojených sil, které získaly zkušenosti ve druhé čečenské válce a následně ve válce s Gruzií v roce 2008.
Ve druhém desetiletí 21. století Rusové začali v hojné míře využívat subverzních akcí, kde se stírala výrazná ekonomická převaha zemí NATO nad Ruskem. Prostředkem k dosažení ruského vítězství nad Západem se stala i kritická infrastruktura států. Zejména demokratické země se staly terčem nevyhlášené informační války v podobě častých hackerských úderů na servery státních úřadů, bank nebo nemocnic a šíření dezinformací v prostředí zejména sociálních sítí. Spektrum ruských operací však bylo ještě širší. Ruskou GRU byl na území Spojeného království v roce 2018 otráven dvojitý agent Sergej Skripal, terčem ruské sabotáže se v roce 2014 staly muniční sklady ve Vrběticích v České republice. Později se terčem staly například podmořské telekomunikační kabely nebo zabezpečovací zařízení na železnici, podnikány byly žhářské útoky.
Pokročilých schopností dosáhlo Rusko, které díky pečlivě připravené tzv. hybridní válce proti Ukrajině a Západu na přelomu února a března 2014 nejprve prakticky bez odporu obsadilo Krym a poté za pomoci separatistů pod ruskou kontrolou i podstatnou část Donbasu. Rusko zároveň využívalo závislosti Evropy na ruských dodávkách ropy a zemního plynu a vývozu do Ruska.

#### Návrat rozsáhlých konfliktů
Zatímco většina evropských zemí přeorientovala své ozbrojené síly na asymetrický boj a kladla důraz na malé expediční síly, překvapivá ruská invaze na Ukrajinu v únoru 2022 a masivní čínské zbrojení, ohrožující zejména ostrov Tchaj-wan, poukázaly na možnost nových rozsáhlých konfliktů mezi téměř rovnocennými protivníky s vlastním letectvem, námořnictvem nebo strategickými zbraněmi. Zejména země ve střední, severní a východní Evropě navýšily své rozpočty na obranu, aby posílily své podfinancované ozbrojené síly. Pobaltské země a Polsko předpokládaly navýšení až nad 4 % HDP, došlo k významnému posílení východního křídla NATO a sil rychlé reakce. Dostatečné posílení však komplikovala řada faktorů jako nedostatek personálu, nedostatečné zásoby munice nebo nízká kapacita výroby zbrojovek.

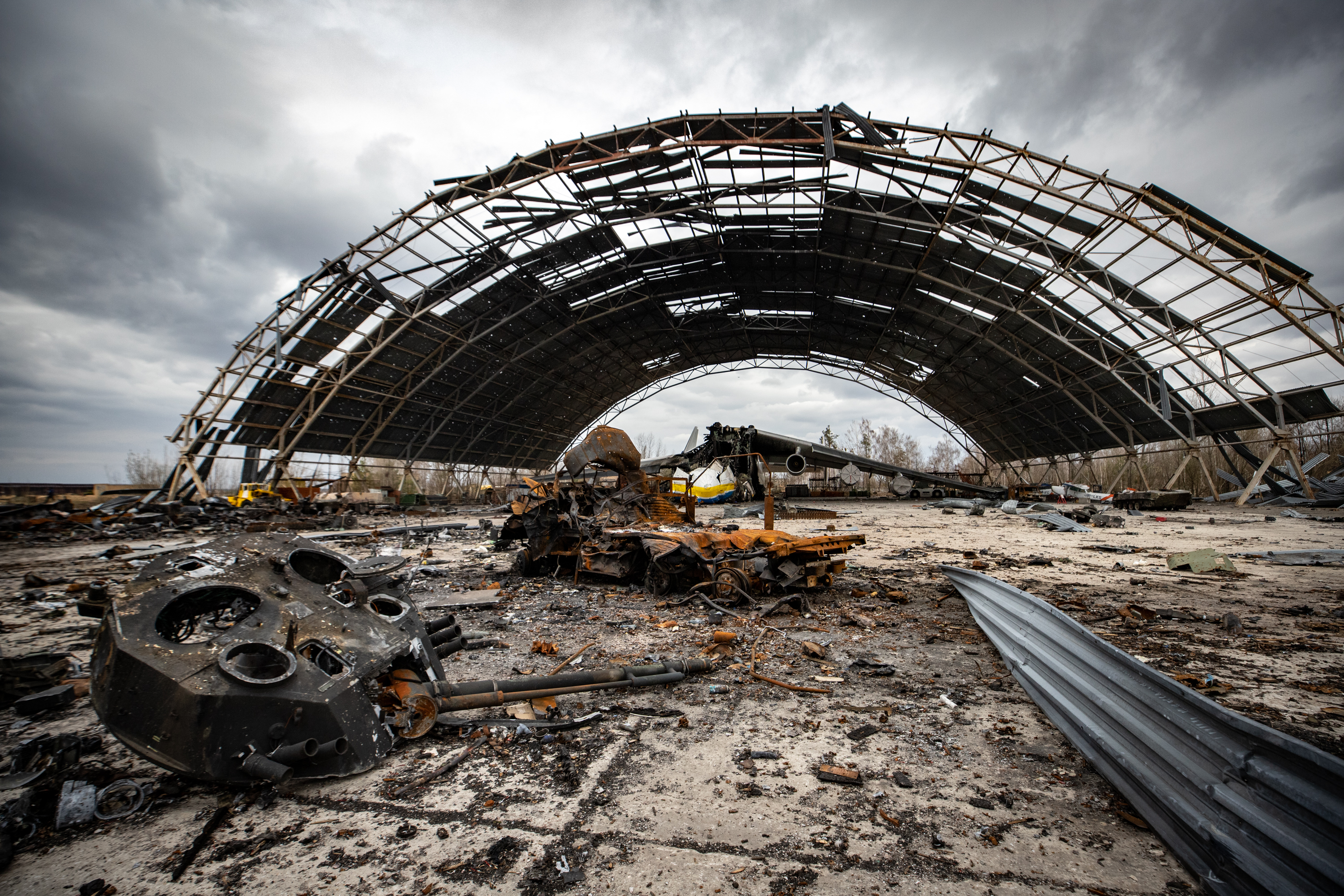
Následky bitvy o letiště Hostomel (2022)

Ruské plány na dobytí Ukrajiny spočívaly v obsazení letiště Hostomel poblíž Kyjeva pomocí výsadkářů a následném rychlém dobytí hlavního města a zajetí představitelů ukrajinské vlády, což mělo vést ke konci organizovaného odporu. Rusové však výrazně podcenili ukrajinskou ochotu bojovat a zdržení při obsazování hostomelského letiště vedlo ke zformování ukrajinské obrany a krachu bleskové války. Neúspěchy poukázaly na strukturální problémy ruských ozbrojených sil jako nedostatečná logistika nebo zkostnatělý systém velení. Kvantitativní převaha Ruska v množství techniky a munice nakonec vedla k opotřebovávací válce a ruskému postupu za masivní podpory dělostřelectva a frontálním útokům na opevněné body.

#### Bezpilotní prostředky a umělá inteligence
Bojiště 20. let 21. století bylo ovlivněno technologickým pokrokem na poli bezpilotních prostředků a umělé inteligence. Na bezpilotní letouny při modernizaci své armády vsadil například Ázerbájdžán, který jich velmi úspěšně využil ve druhé válce o Náhorní Karabach proti Arménii, které tímto způsobem zničil či poškodil stovky kusů těžké techniky, a dosáhl jednoznačného vítězství.
Ruská invaze na Ukrajinu zaznamenala další rychlý vývoj dronů, kdy se kromě pozorovacích dronů masově rozšířily tzv. sebevražedné (FPV) drony, kterými obě strany útočily kromě techniky stále častěji i na samostatné vojáky. Ukrajina vsadila i na námořní drony, které dokázaly úspěšně zasahovat i válečné lodě či pomocí raket sestřelovat vrtulníky nepřítele a zároveň sloužit jako nosič dalších dronů. V menší míře se začaly objevovat i pozemní robotické systémy například na zásobování vojsk.
Již v průběhu roku 2023 se objevovaly kusé informace o pokroku na poli umělé inteligence, která by měla umožnit dronům samostatně rozhodovat o výběru vhodných cílů útok a zároveň vyhnout se účinkům elektronického rušení, zároveň však výsledky testů nebyly zatím uspokojivé.

#### Jaderné zbraně v nové éře
Přestože jaderné zbraně tvořily základ vojenské strategie ve druhé polovině 20. století a na počátku 21. století převážily asymetrické konflikty, válka na Ukrajině znamenala zlom. Opakované ruské hrozby použitím jaderných zbraní měly vyvolat neochotu západních zemí poskytovat pomoc napadené Ukrajině z obavy před jaderným útokem a výrazně zpozdily dodávky smrtících zbraní včetně tanků nebo vojenských letadel ukrajinským ozbrojeným silám.[zdroj⁠?!]
Hrozba ruského útoku na Evropu zároveň vedla k obnovení diskusí o možnostech vývoje jaderných zbraní u dalších zemí – kromě samotné Ukrajiny se mělo jednat například o Polsko nebo Německo. Hrozba neochoty poskytnout evropským členům NATO jaderný deštník ze strany USA po nástupu prezidenta Donalda Trumpa v roce 2025 vyvolala konzultace o možnosti ochrany ze strany Francie nebo Spojeného království, které však nedisponovaly odpovídajícím jaderným arzenálem.
O vlastnictví jaderných zbraní v měnící se geopolitické situaci by navíc mohly usilovat i další země ve světě jako Írán (vojenský jaderný program pravděpodobně již ve vývoji), Japonsko nebo Jižní Korea.

## Vojenská strategie v Československu a České republice

### Po vzniku Československa
Meziválečné spojenectví Československa s Francií přispělo k tomu, že válečné plány vycházely z francouzského vzoru. První vojenská strategie byla vypracována ve 30. letech 20. století a měla vzhledem k mezinárodní situaci výrazně obranný charakter a předpokládala zapojení spojenců. V pohraničních oblastech byl budován systém lehkých a těžkých železobetonových opevnění. K zahájení výstavby došlo v srpnu 1934, k dokončení mělo dojít do října 1940.

### Období do roku 1989
Po druhé světové válce Československo bylo nuceno vybudovat od základu novou armádu vzniklou z jednotek bojujících na západní i východní frontě. Představy o pozici ozbrojených sil v obnoveném státě se dramaticky lišily v závislosti na politické síle. Jednoznačný vývoj nastal po komunistickém převratu roce 1948, kdy se moci chopili komunisté a tzv. Československá lidová armáda (ČSLA) byla přetvořena podle sovětského vzoru. Země se stala členem vojenské organizace Varšavská smlouva (1955). Snahy o určitou autonomii ve vojenské strategii zhatila invaze vojsk Varšavské smlouvy do Československa 21. srpna 1968, kdy došlo k naprostému podřízení sovětským potřebám a navíc rozmístění sovětských vojsk v Československu. Navzdory údajně obranné strategii tzv. československý front tvořilo 15 divizí, letecká armáda, další podpůrné jednotky a značné množství vojenské techniky.

### Armáda ČR

#### Vstup do NATO
Po sametové revoluci v roce 1989 bylo nutné vytvořit zcela novou strategii, která by reflektovalo změněnou vnitropolitickou i mezinárodní situaci. Ozbrojené síly byly redukovány a měla být posílena jejich kvalita. Zároveň se počítalo s nasazením pouze vlastních sil k obraně proti omezenému vojenskému zásahu.
K významné změně došlo 1. ledna 1993, kdy po zániku Československa vznikly dva samostatné státy: Česká republika a Slovensko. Pro rozdělení sil a prostředků mezi oběma zeměmi byl podle rozlohy a počtu obyvatel přijat poměr 2:1 ve prospěch Armády ČR. Česká republika směřovala ke členství v Severoatlantické alianci, kam vstoupila v roce 1999, a zároveň se účastnila zahraničních misí v bývalé Jugoslávii, později dalších aliančních misí, z nichž nejvýznamnější byla válka v Afghánistánu (2001-2021).

#### Obranná strategie 2023
Dosud poslední Obranná strategie ČR 2023, nahrazující starší strategii z roku 2017, byla schválena vládou ČR 3. října 2023. Svým názvem výslovně poukazuje na to, že je „obranná“. Dle ministryně obrany Jany Černochové se netýká pouze ministerstva obrany a ozbrojených sil, ale zdůrazňuje celospolečenský charakter obrany, a poukazuje proto na posílení celkové odolnosti státu a společnosti. Strategie poukazuje na nutnost připravit se na možnost vést dlouhodobou obrannou válku vysoké intenzity s technologicky vyspělým protivníkem vybaveným jadernými zbraněmi. Konkrétně jako nejvýznamnější hrozba pro bezpečnost České republiky je uvedeno Rusko, mezi dalšími hrozbami jsou jmenovány Čínská lidová republika, mezinárodní terorismus nebo hybridní útoky.
Zdůrazněna je spolupráce České republiky se zeměmi NATO a EU při řešení potenciálních konfliktů, zároveň však je důraz kladen na budování vlastních kapacit včetně nadzvukového letectva nové generace, posílení protivzdušné obrany, rozvíjení schopností speciálních sil apod. Konkrétními plány na posílení se zabývá zejména Koncepce výstavby armády ČR 2030.